# Fernando Fernández (paragwajski piłkarz)
Fernando Fabián „Queso” Fernández Acosta (ur. 8 stycznia 1992 w Capiatá) – paragwajski piłkarz występujący na pozycji napastnika, od 2023 roku zawodnik Cerro Porteño.

## Kariera klubowa
Fernández rozpoczynał treningi piłkarskie w szkółce juniorskiej Cooperativa Capiatá, następnie przeniósł się do lokalnej ekipy Club Martín Ledesma, by jako trzynastolatek dołączyć do zespołu Club Guaraní ze stołecznego Asunción. Do pierwszej drużyny został włączony w wieku dwudziestu jeden lat przez szkoleniowca Fernando Jubero, w paragwajskiej Primera División debiutując 8 listopada 2013 w wygranym 4:0 spotkaniu ze Sportivo Luqueño. Premierowego gola strzelił natomiast dziewięć dni później, w wygranej 2:0 konfrontacji z Libertadem. Od razu został kluczowym zawodnikiem formacji ofensywnej i czołowym strzelcem rozgrywek. W wiosennym sezonie Apertura 2014 zdobył z Guaraní wicemistrzostwo Paragwaju, zaś pół roku później – w jesiennym sezonie Clausura 2014 – z siedemnastoma golami na koncie został królem strzelców ligi paragwajskiej. Po raz drugi miano króla strzelców zagwarantował sobie w sezonie Apertura 2015 (tym razem jedenaście goli), a dzięki świetnej formie został uhonorowany tytułem najlepszego piłkarza w Paragwaju za 2014 rok. W sezonie Apertura 2015 po raz kolejny wywalczył wicemistrzostwo kraju oraz dotarł do półfinału Copa Libertadores, a ogółem w Guaraní występował przez niecałe trzy lata.
Wiosną 2016 Fernández został piłkarzem ówczesnego mistrza Meksyku – ekipy Tigres UANL z miasta Monterrey. W tamtejszej Liga MX zadebiutował 10 stycznia 2016 w przegranym 0:1 meczu z Tolucą, zaś pierwszy raz wpisał się na listę strzelców dwa tygodnie później w zremisowanym 2:2 pojedynku z Guadalajarą. W tym samym roku dotarł z Tigres do finału najbardziej prestiżowych rozgrywek kontynentu – Ligi Mistrzów CONCACAF, a zaraz potem zdobył superpuchar kraju – Campeón de Campeones. Ponadto w jesiennym sezonie Apertura 2016 wywalczył z drużyną prowadzoną przez Ricardo Ferrettiego tytuł mistrza Meksyku, lecz mimo tych sukcesów pozostawał wyłącznie rezerwowym dla graczy takich jak André-Pierre Gignac, Ismael Sosa czy Andy Delort.
W styczniu 2017 Fernández powrócił do ojczyzny, na zasadzie wypożyczenia zasilając stołeczny Club Olimpia.

## Statystyki kariery
| Guaraní  | 2013      | Paragwaj | Primera División | 6   | 5  | — | —   | —        | —  | —  | 6   | 5  |
| Guaraní  | 2014      | Paragwaj | Primera División | 43  | 31 | — | —   | CL       | 2  | 1  | 45  | 32 |
| Guaraní  | 2015      | Paragwaj | Primera División | 39  | 26 | — | —   | CL       | 9  | 4  | 48  | 30 |
| UANL     | 2015–2016 | Meksyk   | Liga MX          | 10  | 1  | — | —   | LMC      | 2  | 0  | 12  | 1  |
| UANL     | 2016–2017 | Meksyk   | Liga MX          | 2   | 0  | — | —   | LMC      | 3  | 2  | 5   | 2  |
| Olimpia  | 2017      | Paragwaj | Primera División | 0   | 0  | — | —   | —        | —  | —  | 0   | 0  |
| Ogółem   |           |          |                  |     |    |   |     |          |    |    |     |    |
| Paragwaj | Paragwaj  | Paragwaj | 88               | 62  | —  | — | CL  | 11       | 5  | 99 | 67  |    |
| Meksyk   | Meksyk    | Meksyk   | 12               | 1   | —  | — | LMC | 5        | 2  | 17 | 3   |    |
| Ogółem   | Ogółem    | Ogółem   | Ogółem           | 100 | 63 | — | —   | CL + LMC | 16 | 7  | 116 | 70 |

- CL – Copa Libertadores
- LMC – Liga Mistrzów CONCACAF